# Podwysokie (stacja kolejowa)
Podwysokie (ukr. Підвисоке, ros. Подвысоке) – stacja kolejowa w miejscowości Podwysokie, w rejonie tarnopolskim, w obwodzie tarnopolskim, na Ukrainie. Położona jest na linii Tarnopol – Stryj.
Stacja istniała przed II wojną światową. Wówczas był to węzeł z linią do Halicza (obecnie nieistniejącą)